# Family Circle Cup 2007
Family Circle Cup 2007 - жіночий тенісний турнір, що проходив на відкритих кортах з ґрунтовим покриттям Family Circle Tennis Center у Чарлстоні (США). Це був 35-й за ліком Volvo Car Open. Належав до турнірів 1-ї категорії в рамках Туру WTA 2007.
Єлена Янкович здобула титул в одиночному розряді. Це була її перша перемога на турнірах 1-ї категорії.

## Фінальна частина

### Одиночний розряд
Єлена Янкович —  Дінара Сафіна, 6–2, 6–2

### Парний розряд
Янь Цзи /  Чжен Цзє —  Пен Шуай /  Сунь Тяньтянь, 7–5, 6–0